# Иван Мандалчев
Иван Христов Мандалчев е български революционер, деец на Вътрешната македоно-одринска революционна организация.

## Биография
Иван Мандалчев е роден през 1882 година в град Енидже Вардар (Па̀зар), тогава в Османската империя, днес в Гърция, в семейството на замогналия се, но убит от гъркомани, търговец Христо Мандалчев. Получава добро образование и се занимава с готварство. Същевременно се присъединява към градския комитет на ВМОРО в Енидже Вардар.